# Carrick
Carrick (korn. Karrek) – dawny dystrykt w Anglii, w hrabstwie Kornwalia. Centrum administracyjnym było Truro, będące zarazem siedzibą administracji hrabstwa Kornwalia.
Liczba ludności dystryktu w 2008 wynosiła 191 300 osób, a gęstość zaludnienia - 450 osób na km². 
Od kwietnia roku 2009 Kornwalia uzyskała status unitary authority, co oznaczało, że zniknął podział na dystrykty i wszystkie funkcje przejął scentralizowany ośrodek w Truro a dystrykt został zlikwidowany.

## Miasta dystryktu
- Falmouth
- Truro